# Onthophagus rufimanus
Onthophagus rufimanus är en skalbaggsart som beskrevs av Kabakov 1982. Onthophagus rufimanus ingår i släktet Onthophagus och familjen bladhorningar. Inga underarter finns listade i Catalogue of Life.